# Sakhnin
Sakhnin (tiếng Hebrew: סח'נין, tiếng Ả Rập: سخنين) là một thành phố Israel. Thành phố thuộc quận Bắc. Thành phố có diện tích 9,816 km2, dân số năm 2009 là 25.700 người.